# Courtney Atkinson
Courtney Atkinson (Queensland, 15 de agosto de 1979) é um triatleta profissional australiano. 
Courtney Atkinson disputou os Jogos de Pequim 2008 e Londres 2012, ficando em 11º e 18º.